# Claddagh
Claddagh (Iers: An Claddagh) was tot in het begin van de twintigste eeuw een plaats in het Ierse graafschap Galway. Het dorp was een van de oudste vissersplaatsen in Ierland. Het ligt aan de monding van de Corrib. Sinds halverwege de 20e eeuw maakt Claddagh deel van de stad Galway. Het dorp is bekend door de claddagh-ring.